# Stephanie Storp
Stephanie Storp (Braunschweig, 28 november 1968) is een atleet uit Duitsland.

Op de Olympische Zomerspelen van Barcelona in 1992 en op de Olympische Zomerspelen in 1996 nam Storp deel aan het onderdeel kogelstoten.
In 1991, 1995 en 1977 nam Storp deel aan de wereldkampioenschappen atletiek. In 1997 behaalde ze de derde plaats bij het kogelstoten. Ook indoor nam Storp meermalen deel, op de Wereldkampioenschappen indooratletiek 1993 behaalde ze de tweede plaats.
- World Athletics: 14279931